# 834년

## 연호
- 당(唐) 대화(大和) 8년
- 발해(渤海) 함화(咸和) 4년
- 일본(日本) 덴초(天長) 11년 / 조와(承和) 원년

## 기년
- 당(唐) 문종(文宗) 8년
- 신라(新羅) 흥덕왕(興德王) 9년
- 발해(渤海) 대이진(大彝震) 5년

## 사건
- 9월, 왕이 서형산(西兄山) 아래에 행차하여 크게 군대를 사열하고, 무평문(武平門)에서 활쏘기를 관람하였다.
- 10월, 남쪽 지방의 주와 군을 두루 돌아보았다. 노인과 홀아비, 과부, 고아, 자식 없는 노인들을 찾아 위문하고, 곡식과 베를 형편에 따라 차등을 두어 내려주었다.
- 교지를 내려 귀족의 사치를 규탄하고 골품제도에 따라 계급 별 복색(服色)·거기(車騎)·기용(器用)·옥사(屋舍) 등의 규정을 한층 강화하여 신분의 구분을 엄히 하였다.